# Потрібні чоловіки
Потрібні чоловіки (рос. Нужны мужчины) — радянський художній фільм 1983 року, знятий на кіностудії «Ленфільм».

## Сюжет
У бригаді теслярів-бетонників з'являється новий працівник Олексій Веряскін, який пішов від благополучної сім'ї, щоб взяти активну участь в будівництві великої ГЕС. У центрі сюжету — конфлікт Олексія з бригадиром, якого герой вважає невиправдано жорстоким і грубим по відношенню до товаришів по службі.

## У ролях
- Альгірдас Латенас — Олексій Веряскін
- Іван Гаврилюк — Антон Пащенко
- Юрій Дубровін — Андріанич
- Валерій Захар'єв — Малишонков
- Бехзод Хамраєв — Тимур
- Юрій Строганов — Осмоловський
- Юрій Гончаров — Петро Коляда
- Галина Щепетнова — Алла, кухарка
- Євген Кіндінов — Анатолій Зяблов
- Артем Іванов — Дімка
- Юрій Гусєв — Володимир Петрович Кочнєв
- Надія Шумилова — Надя
- Дагун Омаєв — Бекназаров
- Юрій Кузнецов — Зубов, начальник будівництва
- Юрій Ароян — Павло, член бригади Зяблова
- Вадим Єрмолаєв — вітчим Олексія
- Сергій Коромщиков — член бригади Зяблова
- Віталій Леонов — Зиня, член бригади Зяблова
- Володимир Лисенков — член бригади Зяблова
- Василь Петренко — Ваня Почемучкін
- Алла Чернова — мати Олексія
- Андрій Василевський — епізод
- Сергій Заїменко — епізод
- Христина Казлаускайте — продавець
- Микола Кучев — епізод
- Юрій Овсянко — епізод
- Олена Соловйова — Родченко
- Любов Тищенко — Раєчка, вихователька дитячого саду
- В'ячеслав Гончаров — син Коляди

## Знімальна група
- Режисер — Валерій Родченко
- Сценарист — Валерій Попов
- Оператор — Микола Строганов
- Композитор — Олександр Кнайфель
- Художник — Борис Бурмістров